# Free Radical Design
Free Radical Design és una empresa desenvolupadora de videojocs, situada a Nottingham, Anglaterra. Va ser fundada per David Doak, Steve Ellis, Karl Hilton i Graeme Norgate a Stoke-on-Trent l'abril del 1999, i és coneguda principalment per la seva sèrie de jocs TimeSplitters.

## Últims videojocs
- TimeSplitters (2000) per PlayStation 2
- TimeSplitters 2 (2002) per PlayStation 2, GameCube i Xbox
- Second Sight (2004) per PlayStation 2, GameCube, Xbox i Windows
- TimeSplitters Future Perfect (2005) per PlayStation 2, GameCube i Xbox